# Fougerolles-du-Plessis
Fougerolles-du-Plessis is een gemeente in het Franse departement Mayenne (regio Pays de la Loire). De plaats maakt deel uit van het arrondissement Mayenne. Fougerolles-du-Plessis telde op 1 januari 2022 1.186 inwoners.

## Geografie
De oppervlakte van Fougerolles-du-Plessis bedroeg op 1 januari 2022 33,29 vierkante kilometer; de bevolkingsdichtheid was toen 35,6 inwoners per km².

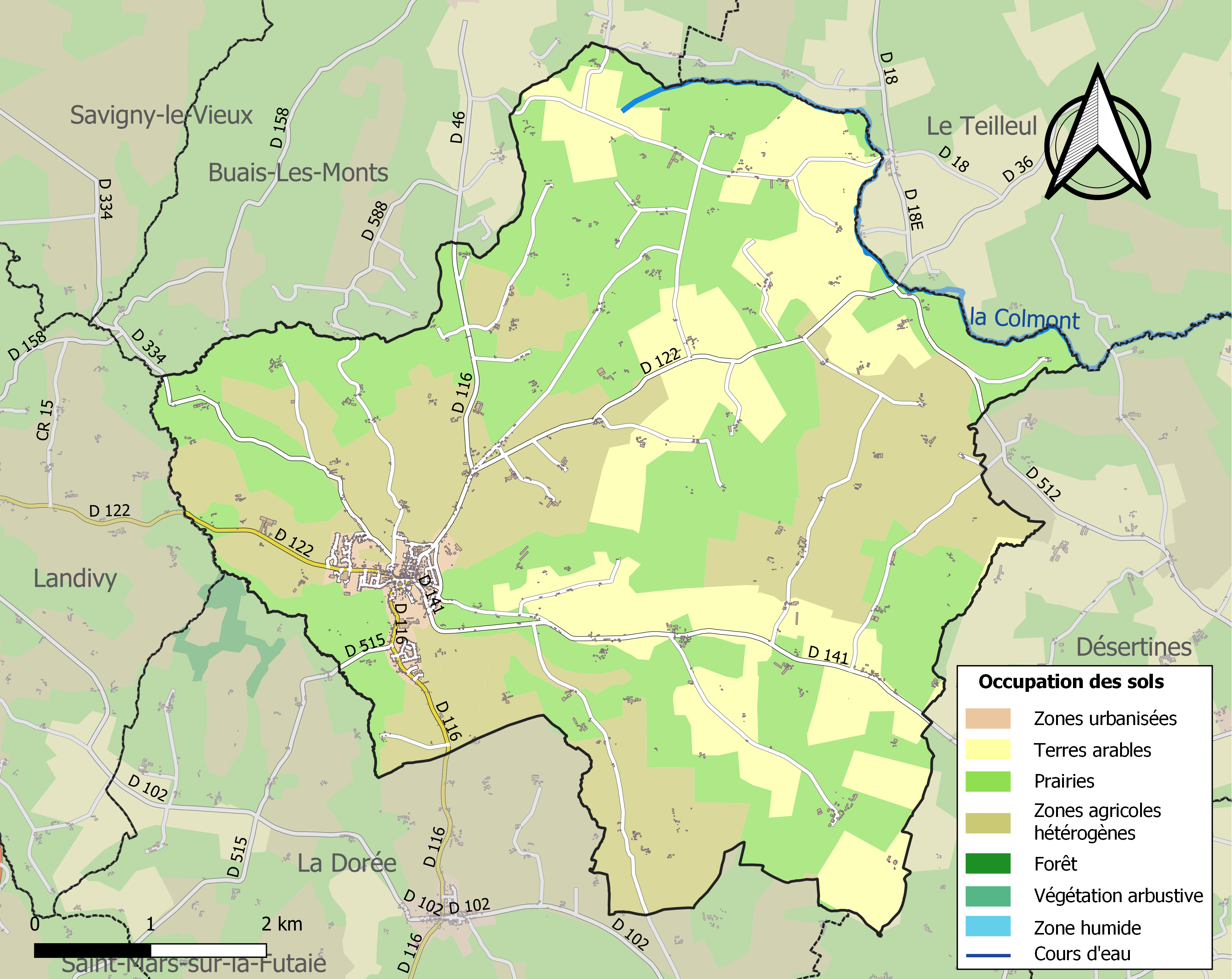
Kaart van de gemeente met de belangrijkste infrastructuur, bodemgebruik en omliggende gemeenten

## Demografie
Onderstaande figuur toont het verloop van het inwonertal (bron: INSEE-tellingen).